# Tenebrioninae
Tenebrioninae là một phân họ lớn của họ bọ cánh cứng Tenebrionidae, có chứa các loài bọ cánh cứng sẫm màu. Tenebrioninae được phân chia theo truyền thống trong khoảng 20-30 tông. Việc phân định chính xác và tính hợp lệ của một số điều này là không rõ ràng. Nghiên cứu phát sinh loài phân tử đã cho kết quả không nhất quán, có lẽ do sự lai ghép và việc lấy mẫu phân loại (taxon) không đủ. 

## Đặc điểm
Nhiều trong số những con bọ cánh cứng khỏe mạnh và thường có kích thước trung bình với một số loại nếp gấp trên phần phía trên. Chúng thường có màu đen, nâu đậm hoặc xám, và thường có lớp bóng mờ, chúng thường không bóng (một số có mờ hoàn toàn) và ít có ánh kim. Cơ thể có hình dáng giống như viên thuốc hoặc giống như viên đạn, chân có thể ngắn và cứng cáp hoặc dài và cứng. Chúng ăn cả thực vật tươi và sâu, bao gồm rau quả, và một số loại sâu bệnh gây hại trên bột mì và các sản phẩm ngũ cốc khác. Tenebrioninae là con mồi của những loài động vật có xương sống lớn và động vật có xương sống nhỏ, chẳng hạn như chim, loài gặm nhấm và thằn lằn.
Các giai đoạn ấu trùng của một số loài được nuôi cấy như côn trùng và là con mồi của các loài ăn côn trùng và bao gồm giun sâu và sâu nhỏ. Bọ cánh cứng (Tenebrio molitor) thường được sử dụng làm thức ăn cho amiotes trên cạn được nuôi giữ trong bộ sưu tập cánh cứng terraria. Các loài Tenebrio và Tribolium khác cũng được nuôi như thức ăn cho vật nuôi. Bọ cánh cứng đỏ (Tribolium castaneum) là một động vật thí nghiệm di truyền học phổ biến và mô hình sinh vật, đặc biệt là trong các nghiên cứu về xung đột giữa các vi khuẩn và sinh thái số lượng. Một số loài Tenebrio và Tribolium, chẳng hạn như bọ cánh cứng Tribolium confusum và Tribolium destructor, và các chi khác như Gnathocerus cornutus là sâu bọ của các loại ngũ cốc và bột và các cơ sở lưu trữ khác. 